# Жукевичи (Гродненский район)
Жукевичи (бел. Жукевічы) — деревня в Гродненском районе Гродненской области Беларуси. Входит в состав Коптёвского сельсовета.
Почтовый индекс - 231702

## Население
| 1999     | 2010     | 2019     |
| -------- | -------- | -------- |
| 223 чел. | 253 чел. | 250 чел. |

## Местоположение
Через деревню протекает река Горница. Северо-западнее находится деревня Горница.